# Jata (Basses-Carpates)
Pour les articles homonymes, voir Jata.
Jata est une localité polonaise de la gmina de Jeżowe, située dans le powiat de Nisko en voïvodie des Basses-Carpates.